# EV Tegernsee
EV Tegernsee (celým názvem: Eishockeyverein Tegernsee) byl německý klub ledního hokeje, který sídlil v bavorské obci Tegernsee. Založen byl v roce 1948, zanikl v roce 1952. Největším úspěchem klubu byla dvouroční účast v Eishockey-Oberlize, tehdejší německé nejvyšší soutěži v ledním hokeji. Klubové barvy byly zelená a bílá.
Své domácí zápasy odehrával v Natureisstadionu Tegernsee.

## Historické názvy
Zdroj: 
- 1948 – EV Tegernsee (Eishockeyverein Tegernsee)
- 1952 – zánik

## Přehled ligové účasti
Zdroj: 
- 1948–1949: Eishockey-Landesliga Bayern (2. ligová úroveň v Německu)
- 1949–1951: Eishockey-Oberliga (1. ligová úroveň v Německu)
- 1951–1952: Eishockey-Landesliga Bayern (2. ligová úroveň v Německu)